# Linycus gotoi
Linycus gotoi är en stekelart som beskrevs av Kusigemati 1986. Linycus gotoi ingår i släktet Linycus och familjen brokparasitsteklar. Inga underarter finns listade i Catalogue of Life.